# TAK
（TAK）是一種無損音質的音樂編解碼器。不但具有近似於Monkey's Audio的高壓縮比，也擁有接近FLAC的解碼速度。不過就目前來說，支援的軟體極少，僅有像是foobar2000與Winamp等知名音樂播放軟體配合使用外掛程式才能播放。

## 特色
- 媲美APE的高壓縮比
- 接近FLAC的編碼與解碼速度
- 支援串流媒体（流媒体）
- 支援多线程的編碼（1.0.3以後的版本）
- 具有錯誤容忍（單一bit的錯誤不會影響超過250ms）
- 具有錯誤偵測（每個frame具有一個24-bit的CRC）
- 支援最高24-bit、192khz的音源
- 支援APEv2標籤

### 目前的限制
- 尚未開放原始碼（未來預定以C++開放原始碼）
  - 虽然原作者尚未公开源代码，但FFmpeg开发者已通过反向工程实现了一个开源的TAK解码器，并已入到FFmpeg中[1]。
- 無硬體支援
- 僅少數的播放軟體支援（Airplay、Winamp、Quintessential Media Player、uLilith、XMPlay與foobar2000的外掛程式）

## 軟體支援
- TAK軟體發展套件
- Winamp/XMPlay/Quintessential Player外掛程式
- foo_input_tak，及foobar2000用的TAK解碼器
- Airplay免安裝綠色播放程式，程式本身內建支援TAK格式，不需要安裝任何額外插件擴充外掛
- Mp3tag（2.38以後的版本）
- shntool（3.0.6以後的版本）
- 千千靜聽（5.5.2以後的版本僅支援TAK 1.0，5.9.6版本支援TAK 2.2）
- Aimp
- FFmpeg
- MPlayer
- uLilith
- MiniPlayer（已支援TAK格式，無須外掛）

## 註解
1. ↑  .   [2013-03-09]. （原始内容存档于2014-12-28）.

## 外部連結
- （德文）TAK官網
- （英文）使用TAK編碼器（页面存档备份，存于）
- （英文）各種無損音質壓縮格式比較（页面存档备份，存于）